# بنات الغبار (فلم)
بنات الغبار (بالإنجليزية: Daughters of the Dust)، هُو فيلم مستقل أمريكي صدر سنة 1991، وهُو من كتابة وإخراج وإنتاج المُخرجة الأمريكية جولي داش.

## وصلات خارجية
- بنات الغبار على موقع IMDb (الإنجليزية)
- بنات الغبار على موقع ميتاكريتيك (الإنجليزية)
- بنات الغبار على موقع روتن توميتوز (الإنجليزية)
- بنات الغبار على موقع نتفليكس (الإنجليزية)
- بنات الغبار على موقع ألو سيني (الفرنسية)
- بنات الغبار على موقع Turner Classic Movies (الإنجليزية)
- بنات الغبار على موقع أول موفي (الإنجليزية)
- بنات الغبار على موقع بوكس أوفيس موجو (الإنجليزية)
- بنات الغبار على موقع فيلمافينيتي (الإسبانية)
- بنات الغبار على موقع قاعدة بيانات الفيلم (الإنجليزية)